# Abacetus darlingtoni
Abacetus darlingtoni es una especie de escarabajo terrestre de la subfamilia Pterostichinae.  Fue descrito por Straneo en 1984. 